# سامانه اعلام حریق

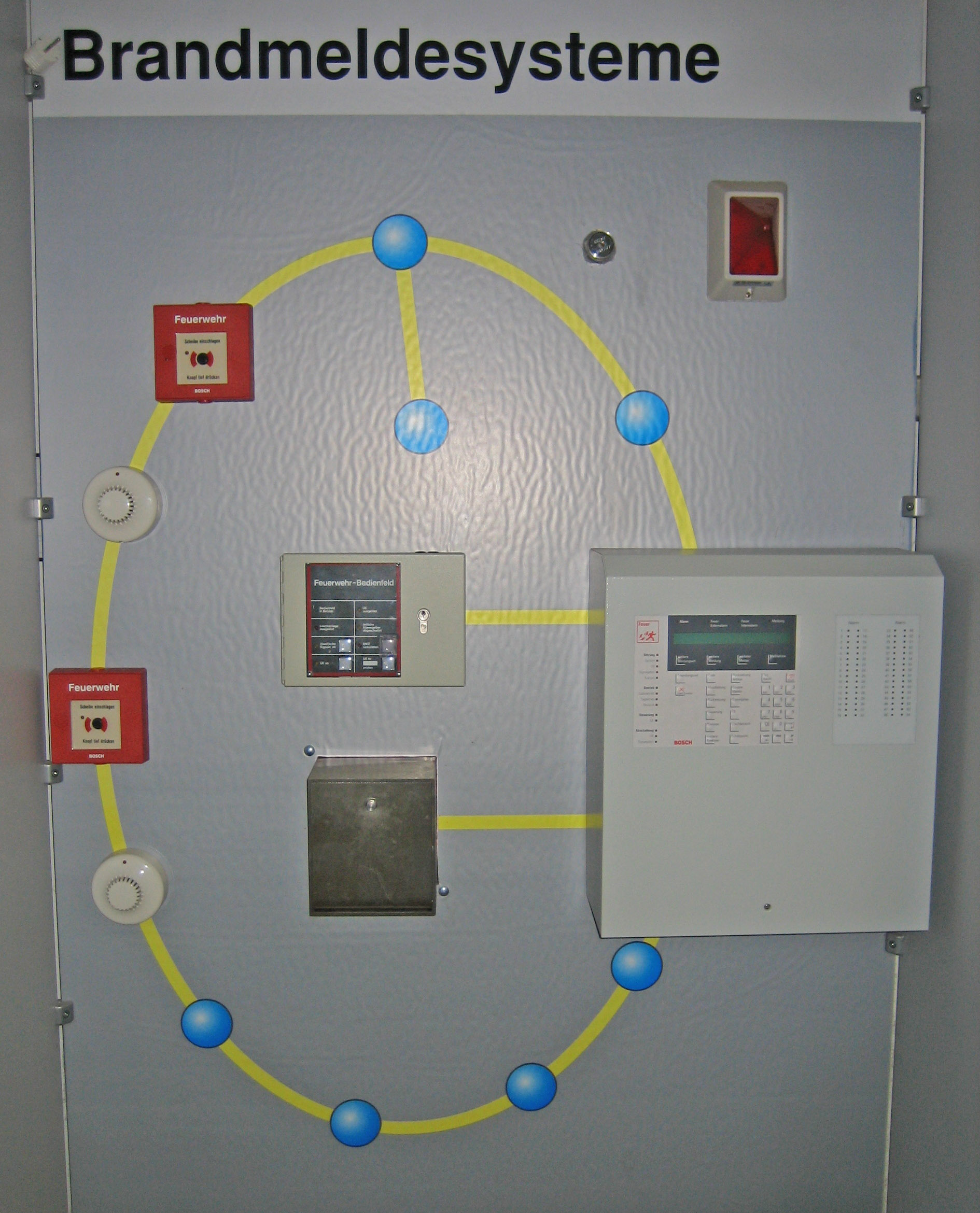
شماتیک سیستم اعلام حریق

سامانه اعلان حریق، به مجموعه‌ای از قطعات الکترونیکی گفته می‌شود که وظیفه تشخیص و اعلام حریق در اماکن مختلف را بر عهده دارد.

## انواع سامانه‌های اعلام حریق
سامانه‌های اعلان حریق به سه گروه آدرس پذیر، متعارف و بدون سیم (وایرلس) تقسیم می‌شوند که هر یک از این سامانه‌ها خود به دو گروه خودکار و دستی تقسیم می‌شوند. در سیستم‌های دستی، شستی اعلام حریق، تنها منبع تشخیص حریق است. در واقع کار تشخیص حریق در این‌گونه سیستم‌ها فقط به انسان سپرده شده‌است و در مکان‌هایی که انسان حضور ندارد، کاربردی ندارند. برخلاف این‌گونه سیستم‌ها، سیستم‌های اعلان حریق خودکار، وابستگی کمتری به تشخیص انسان دارند. سیستم‌های خودکار، به دو گروه آدرس‌پذیر، و متعارف یا کانوشنال تفکیک می‌شوند. در سیستم آدرس‌پذیر، علاوه بر اعلان حریق، محل دقیق وقوع آن نیز مشخص می‌شود. در سیستم‌های متعارف چندین حسگر که یک منطقه از ساختمان را پوشش می‌دهند در قالب یک مدار به هم پیوسته و به تابلو کنترل مرکزی وصل می‌شوند پس هر مدار نمایندهٔ یک منطقه است.

## استانداردهای سیستم‌های اعلام حریق
از جمله استانداردهای سیستم‌های اعلان حریق می‌توان به UL, LPCB, EVPU, EN-54، NFPA72، BS5839 نام برد.

## اجزای تشکیل دهنده سیستم‌های اعلام آتش‌سوزی
سامانه‌های اعلان آتش خودکار قدیمی، معمولاً از یک حسگر یا آشکارساز که خود متصل به خروجی صوتی بود، تشکیل شده بودند؛ ولی این سیستم‌ها در سال‌های اخیر، دیگر مورد استفاده قرار نمی‌گیرند. سامانه‌های جدیدتر معمولاً از تعدادی شستی اعلان حریق و تعدادی حسگر یا آشکارساز (Detector)، یک سامانه پردازش مرکزی و چند خروجی تشکیل می‌شوند.

### آشکارسازها
حسگرها و آشکارسازهای اعلان آتش، (بسته به اینکه به کدام مشخصه آتش حساس باشند) در گروه‌های آشکارسازهای دود، آشکارسازهای حرارت، آشکارسازهای منو اکسید کربن، آشکارساز شعله و آشکارسازهای ترکیبی جای دارند.

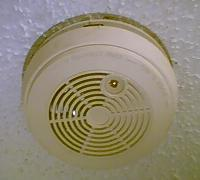
حسگر دود

حسگرهای دود کار تشخیص دود در محل را برعهده دارند. این حسگرها معمولاً در دو گروه حسگر نوری و حسگر یونیزاسیون جای می‌گیرند. حسگرهای نوری با ارسال علایم نوری به یک گیرنده (که در داخل خود حسگر مسقر است) میزان تغییر و کاهش نور رسیده را اندازه‌گیری می‌کنند و اگر تغییر آشکاری در میزان نور دریافتی مشاهده کنند، آن را به آتش تعبیر می‌کنند. حسگرهای یونیزاسیون، شامل دو صفحه نزدیک به هم (الکترودها) هستند و از هوای محیط به عنوان الکترولیت استفاده می‌کنند. چنانچه تغییر ناگهانی در غلظت هوای محیط روی دهد، حسگر آن را به آتش تعبیر می‌کند. حسگرهای یونیزاسیون، حاوی مقادیر کمی مواد رادیواکتیو بوده (برای یونیزه کردن ذرات موجود در هوای اطراف الکترودها) و برای همین عمر دائمی ندارند.
حسگرهای حرارت، کار تشخیص حرارت در محل را بر عهده دارند. روش کار این حسگرها کاملاً مشابه جفت دما یا ترموکوپل یخچال‌های خانگی است. این حسگرها در داخل خود دو صفحه از مواد متفاوت و چسبیده به هم دارند که با گرم شدن یا سرد شدن، جهت خم شدن صفحه ترکیبی تغییر می‌کند و باعث اتصال جریان می‌شود. انواع جدیدتر این حسگرها دارای دماسنج بوده و به تغییرات درجه حرارت حساس می‌باشد.
حسگرهای ترکیبی، حسگرهایی هستند که از ترکیب یک حسگر دود و یک حسگر حرارت به وجود آمده‌اند و می‌توان خروجی آن‌ها را بسته به حساسیت محل و تعداد اعلام‌های اشتباه بر روی و/یا تنظیم نمود. روشن است که در حالت «یا» تعداد اعلان‌های اشتباه بیشتر بوده و در حالت «و» اعلان با تأخیر بیشتری صورت می‌گیرد.

### سامانه مرکزی

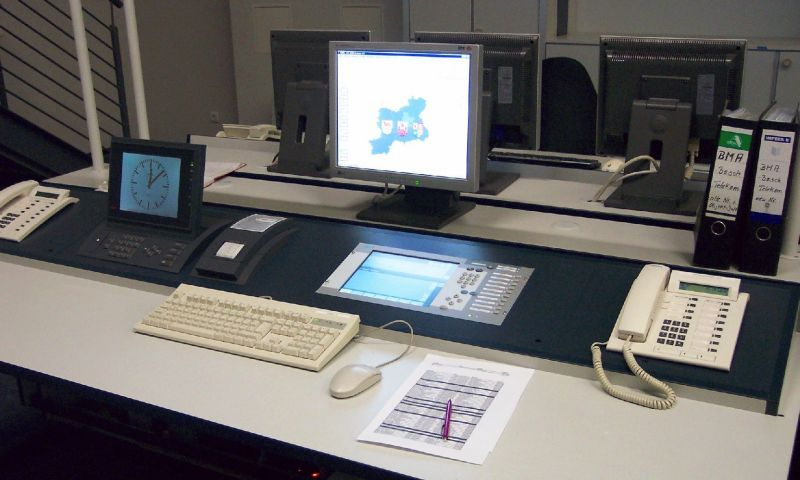
سامانه متصل به رایانه

سامانه مرکزی، یک سامانه تشخیص آتش‌سوزی است. در این سامانه اعلان‌های حسگرها تجزیه و تحلیل شده و برای اعلان حریق یا در حالت‌های مشکوک، اعلام نیاز به بازبینی انسان تصمیم‌گیری می‌شود. این سیستم‌ها اغلب به صفحه کلید برای ورود فرامین توسط انسان و مانیتور برای مشاهده فرامین مجهز هستند. این سیستم‌ها امروزه یه رایانه متصل شده و از طریق نرم‌افزار مخصوص خود، برنامه را دریافت می‌کنند. یکی دیگر از وظایف این سیستم‌ها انتخاب نوع خروجی (آژیر خطر عمومی، آژیر خطر در جاهای خاص، تماس با مرکز آتش‌نشانی و سایر خروجی‌ها) است.

### خروجی‌ها
خروجی سامانه‌های اعلان آتش‌سوزی، بسته به محل وقوع یا نوع آتش ایجاد شده، می‌تواند شامل موارد مختلفی باشد. تماس خودکار با آتش‌نشانی محلی، روشن نمودن تابلوهای خروج اضطراری، فعال‌سازی سامانه آتش خاموش کن خودکار، به صدا درآوردن آژیرهای خطر، قفل کردن یا از حالت قفل خارج کردن درب‌های محل‌های مختلف (مانند در خروجی‌های اضطراری) همگی از مواردی است که می‌تواند بسته به تصمیم سیستم انجام شود.

### سیم کشی
دو روش کلی برای سیم‌کشی سیستم‌های اعلان آتش وجود دارد. روش حلقه‌ای (Loop) یا روش ستاره‌ای. در قدیم که سیستم‌های آدرس‌پذیر وجود نداشتند، اغلب از روش حلقه‌ای استفاده می‌شد. در این روش، حسگرها بر روی یک حلقه مستقر بودند و این حلقه، از اتاقی به اتاق دیگر، و از حسگری به حسگر دیگر می‌رسید. بعدها، تصمیم بر این شد که هرگروه از حسگرها که مربوط به محلی خاص در ساختمان هستند، با رشته سیم مجزایی به سیستم مرکزی متصل باشند تا بتوان تشخیص داد که آتش‌سوزی دقیقاً در کدام محل رخ داده‌است.
با پیشرفت فناوری، سیستم سیم‌کشی مجدداً به حالت حلقه‌ای بازگشته‌است. به این مفهوم که جریان تغذیه توسط دو رشته سیم و جریان اطلاعات توسط دو رشته دیگر با سیستم مرکزی می‌رسد. برای هر حسگر کد مخصوصی اختصاص داده شده‌است و سیستم بدون نیاز به سیم‌کشی مجزا برای هر حسگر، آن حسگر و محل قرارگیری آن را به خوبی (از روی کد مخصوصش) می‌شناسد. ارسال کدها و اطلاعات بین حسگرها و سیستم مرکزی در هر ثانیه چندین بار صورت می‌گیرد و حسگر حتی نیاز خود به سرویس و تعمیر را نیز به سیستم مرکزی اعلام می‌نماید.

### مانیتورینگ
سامانه‌های اعلام و خاموشی آتش خودکار معمولاً از یک نمایشگر در قسمت‌های پرتردد یا نگهبانی‌ها که در بعضی مواقع دارای نرم‌افزاری تخصصی است و نقاط مورد نظر را بر روی پلان آن ساختمان نشان می‌دهد و به صورت ۲۴ ساعت حضور دارند استفاده می‌شود که این پنل‌ها را Mimic panel می‌نامند

## سامانه اعلان حریق متعارف
سامانه متعارف از قدیمی‌ترین انواع سیستم‌های اعلام حریق است که علی‌رغم تغییرات کیفی اندک، هم چنان مورد استفاده قرار می‌گیرد. در این سیستم چندین حسگر (Detector) و شستی که یک منطقه از ساختمان را پوشش می‌دهند در قالب یک مدار به هم پیوسته، به تابلوی کنترل مرکزی متصل می‌شوند؛ بنابراین هر مدار نمایندهٔ یک منطقه‌ است. در این سامانه‌ها تشخیص تغییر وضعیت یک منطقه به حالت آلارم یا خطا بر اساس تغییر مقاومت الکتریکی مدار مربوط به آن منطقه صورت می‌پذیرد. بدین صورت که هر کدام از سنسورها که به حالت آلارم یا خطا رفت مقاومت الکتریکی جدیدی در مدار خود ایجاد می‌کند. در ساختمان‌های عمومی اعلام ناشی از حریقی کوچک ممکن است موجب هراس تعداد زیادی یا اخلال در روند معمولی فعالیت‌ها گردد از این رو در این اماکن استفاده از پیش پیام سیستم‌های دو مرحله‌ای مناسب تر است.

## سامانه اعلان حریق آدرس پذیر
اصول کشف و تشخیص حریق در سامانه‌های آدرس پذیر، مشابه سیستم‌های متعارف است، به جز این که در این گونه سیستم‌ها، هر یک از حسگر (Detector)های اتوماتیک یا شستی‌ها دارای آدرس منحصربه‌فردی هستند که از طریق آن تابلوی کنترل مرکزی قادر به شناسایی و تعیین هر یک از آن هاست.
کنترل پنل مرکزی اعلان حریق با استفاده از پروتکل‌های ارتباطی، اطلاعات وضعیت هر یک از تجهیزات اعلان حریق را تجزیه تحلیل کرده و در هنگام وقوع حریق یا خطاا در سامانه محل دقیق آلارم یا خطا را مشخص می‌کند.
در گذشته برای آدرس دهی دتکتورهای آدرس پذیر از کلیدهای دهدهی (دو کلید گردان با شماره‌های ۰–۹) استفاده می‌کردند. بعدها از دیپ سوئیچ ها(۰–۱۲۷) استفاده شد. اما امروزه از کدی که درون میکروپروسسور داخلی تجهیز آدرس پذیر وجود دارد استفاده می‌شود.

### موارد مربوط به سامانه اعلان حریق در مقررات ملی ساختمان
در کتاب مبحث سوم مقررات ملی ساختمان؛ حفاظت ساختمان‌ها در مقابل حریق و مبحث ۱۳ مقررات ملی ساختمان، مباحث الزام‌آوری در مورد سیستم‌های اعلان حریق مطرح شده. جهت اجرای استاندارد سامانه اعلان حریق و دریافت تاییدیه آتش‌نشانی و نهایتاً پایان کار ساختمان، رعایت مفاد این مقررات الزامی است.
دامنه کاربرد این مبحث در تصرف‌های مسکونی/آموزشی/ فرهنگی/ درمانی/ مراقبتی/ تجمعی/ اداری/ حرفه‌ای/کسبی/ تجاری/ انباری. این مبحث شامل ضوابط اختصاصی برای ساختمان‌های بلند است.